# Žuniči
Žuniči – wieś w Słowenii, w gminie Črnomelj. W 2018 roku liczyła 42 mieszkańców.